# Carla Joosten
Clara Johanna Elisabeth Maria Joosten (Wessem, 9 mei 1960) is journalist bij weekblad Elsevier.

## Carrière
Van 1980 tot 1989 werkte Joosten bij Dagblad De Limburger in Maastricht. Daarna was ze tot 1996 parlementair verslaggever van VNU Dagbladen in Den Haag en tot 2000 in dienst van de VPRO als politiek redacteur van het televisieprogramma Buitenhof. Sinds 2000 werkt ze bij Elsevier waar ze politiek redacteur is en ook over het Koninklijk Huis schrijft. Van 2008 tot 2014 was ze correspondent Europese Unie in Brussel.

## Nevenfuncties
Joosten was correspondent en columnist van het vakblad De Journalist (nu Villamedia Magazine), bestuurslid en vicevoorzitter van de Stichting Vrouw & Media (1996-2004), lid van de Raad voor de Journalistiek (1999-2007) en voorzitter van de Vereniging Verslaggevers Koninklijk Huis (2006-2008). In 2005 werkte ze in het kader van de Duits-Nederlandse journalistenuitwisseling twee maanden bij de Financial Times Deutschland in Berlijn. Met Beatrijs Ritsema en Hubert Smeets vormde ze de jury van de M.J. Brusseprijs 2014, de prijs voor het beste Nederlandstalige journalistieke boek.